# 결혼 (희곡)
《결혼: 두 막으로 구성된 정말 놀라운 사건》(러시아어: Жени́тьба. Соверше́нно невероя́тное собы́тие в двух де́йствиях 제니트바 소베르셴노 네베로야트노예 소비티예 프 드부흐 데이스트비야흐[*])은 1842년 출판된 러시아 제국의 소설가이자 극작가인 니콜라이 고골이 집필한 희곡이다. 1833년 집필이 완료되었고 1834년 혹은 1835년에 지인 푸시킨과 포고딘에게 낭독해 주었으나, 이후 수차례의 개작과 제목 변경을 통해 1842년 최종적으로 출판되었다.

## 참고 문헌
- 고골 (2009년 1월 1일). 《결혼 외》. 위즈퍼니세계문학. 번역 이명헌. 교원. ISBN 9788921440259.
- 이기주 (2017년 8월). “고골의『결혼(Женитьба)』과 부조리극”. 《러시아어문학연구논집》 (한국러시아문학회) (58): 115-133. doi:10.24066/russia.2017..58.005.